# Sternycha ecuatoriana
Sternycha ecuatoriana är en skalbaggsart som beskrevs av Martins och Maria Helena M. Galileo 2007. Sternycha ecuatoriana ingår i släktet Sternycha och familjen långhorningar. Inga underarter finns listade i Catalogue of Life.